# 赵损
赵损（？—941年），中国五代十国政权南汉官员，拜宰相大约一年。

## 家世
赵损生年和出生地失载。他来自显赫的官宦家庭，祖父赵隐为晚唐皇帝唐宣宗年间宰相，父赵光裔、伯父赵光逢、叔父赵光胤都是唐末乃至取代唐朝的后梁的朝廷官员。赵损为赵光裔长子。
开平二年（908年），后梁皇帝朱全忠派赵光裔和右补阙李殷衡充正副官告使，出使控制清海军且名义附庸于梁的军阀刘隐，授其清海军和静海军节度使。赵光裔和李殷衡到清海军完成授官仪式后，刘隐将他们留在自己的幕府，没有送他们回梁。贞明三年（917年），刘隐的弟弟和继任者刘䶮称大越皇帝（不久改国号汉，故史称南汉）。他任李殷衡、赵光裔和杨洞潜为宰相，授同中书门下平章事。
赵光裔虽然官至南汉宰相，但自知出自显赫的中原官宦之家，以效力割据政权为耻，长期想着重返中原。刘䶮得知，想安抚他，于是模仿他的笔迹写了封家书，派人潜入洛阳，赵损及其二弟赵益接到“家书”后，即携带家眷前来南汉。赵光裔为他们的到来而惊喜，自此之后便尽心尽职于刘䶮。

## 效力南汉
赵损在南汉朝廷官至翰林学士承旨、尚书左丞。
赵光裔卒于大有十三年（940年）。赵光裔死后，刘䶮任赵损为门下侍郎，授同中书门下平章事，为宰相。十四年（941年），赵损卒于任上。

## 评价
- 《十国春秋》论曰：赵损继秉国钧，不永所事。……惜哉！